# Microlera kanoi
Microlera kanoi är en skalbaggsart som beskrevs av Hayashi 1971. Microlera kanoi ingår i släktet Microlera och familjen långhorningar.
Artens utbredningsområde är Taiwan. Inga underarter finns listade i Catalogue of Life.